# Heudicourt-sous-les-Côtes
Heudicourt-sous-les-Côtes é uma comuna francesa na região administrativa de Grande Leste, no departamento de Meuse. Estende-se por uma área de 13,56 km². Em 2010 a comuna tinha 168 habitantes (densidade: 12,4 hab./km²).